# Университет Палацкого

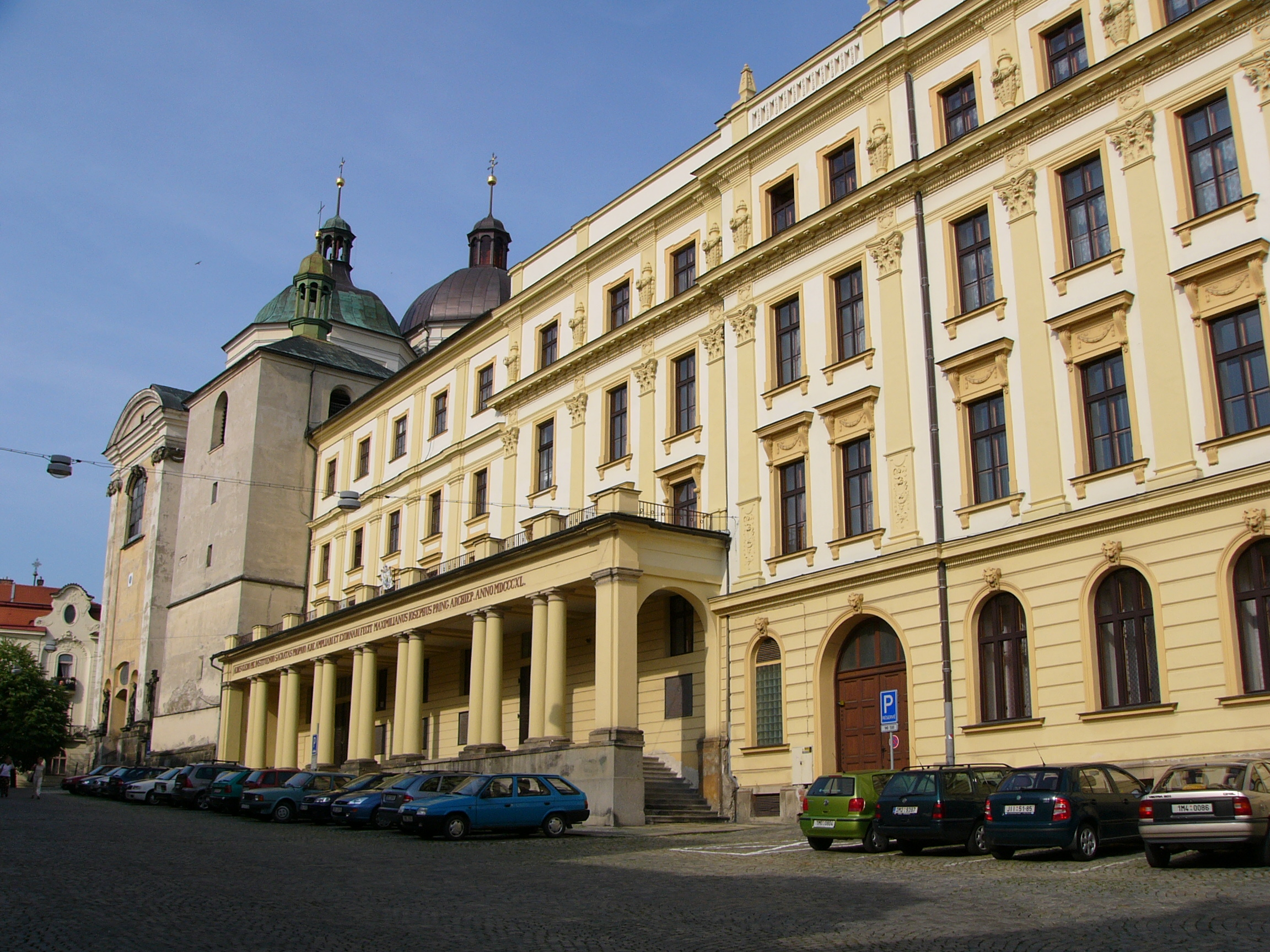

Университет Палацкого в Оломоуце (UP) (в эпоху Габсбургов — Ольмюцкий университет; чеш. Univerzita Palackého v Olomouci; лат. Universitas Palackiana Olomucensis) — старейший университет Моравии и второй по времени создания на территории Чехии.

## История
Школа в Оломоуце появилась ещё в 1249 году; она была основана епископом Оломоуцким Бруно фон Шауэнбургом. В ней преподавались: грамматика, диалектика, риторика, литургика.
В XVI веке в Оломоуце появились иезуиты, которые открыли Иезуитский колледж.
Датой основания университета считается 22 декабря 1573 года, когда император Максимилиан II дал Оломоуцкому иезуитскому колледжу право присуждать университетские степени. Первые студенты были официально зачислены в реестр университета только в 1756 году; 3 октября того же года, англичанин Джордж Уорр начал читать лекции по философии.
На время Восстания чешских сословий он прекратил свою деятельность, возобновив её в 1621 году. В 1778 году университет был перенесён в Брно, но в 1782 году император Иосиф II издал указ, которым он был переведён обратно в Оломоуц, но при этом понижен в звании до академического лицея, поскольку,согласно указу, университеты должны были быть только в Вене, Праге и Львове. 
Во время революции 1848 года студенты и профессора университета играли активную роль на стороне демократизации. Император Франц Иосиф I закрыл большинство факультетов в течение 1850-х годов и в 1860 году упразднил университет, оставив в Оломоуце, кроме университетской библиотеки, только самостоятельный факультет богословия, который стал основой для восстановления в 1946 году учебного учреждения под названием Университет Палацкого (в честь Франтишка Палацкого — актом Временного национального собрания от 21 февраля 1946 года. 
В 2019 году здесь обучалось почти 22 000 студентов. В настоящее время университет состоит из восьми факультетов и позволяет обучаться по более чем 270 учебным программам. Кроме того, в рамках природоведческого и медицинского факультетов действуют три международных научных центра. С 1 мая 2025 года ректором университета является Михаэль КохайдаМихаэль Кохайда.

## Факультеты
- Теологический факультет им. Кирилла и Мефодия
- Факультет физической культуры
- Философский факультет
- Медицинский факультет
- Педагогический факультет
- Юридический факультет
- Природоведческий факультет
- Факультет медицинских наук